# Aérodrome d'Estrées-Mons
 (avril 2025).
L'aérodrome de Péronne Haute-Somme, à côté d'Estrées-Mons, est situé à 15 km au sud de Péronne, dans le département de la Somme et sous gestion de la Communauté de communes de la Haute Somme.

## Histoire
L'aérodrome est utilisé par les Britanniques puis les Allemands lors de la Première Guerre mondiale.
Il en est de même lors de la Seconde Guerre mondiale.

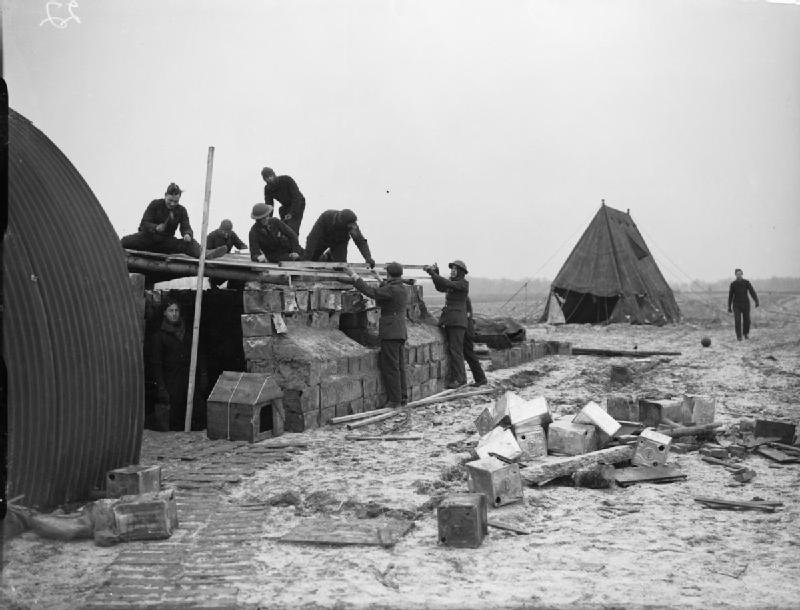
Entre 1939 et 1940.

Depuis 1967, c'est un aérodrome civil.

## L'aéro-club de Péronne
L'Aéroclub de Péronne est basé sur l’aérodrome de Péronne - Saint-Quentin. L'Aéroclub dispose de 2 appareils : un Piper PA-28 immatriculé F-GJDC et un Cessna 152 immatriculé F-BSHM.